# Tolstraat 203
Tolstraat 203 te Amsterdam is een gebouw aan de Tolstraat in Amsterdam-Zuid.
Eeuwenlang lag hier tot diep in de 19e eeuw agrarisch gebied; de laatste jaren onder beheer van de gemeente Nieuwer-Amstel. Het gebied had op enkele bouwkernen voornamelijk landbouwgronden. In de noordoosthoek kwam aan het eind van die eeuw stadsbebouwing van de grond, Nieuwer-Amstel bouwde hier tegen de stadsbebouwing aan van Gemeente Amsterdam, waaronder ook het Raadhuis van Nieuwer-Amstel. Nieuwer-Amstel wilde zich hier profileren als aparte gemeente tegenover de grote stad. Het bleek een ijdele poging. In 1896 slokte Amsterdam een groot deel van Nieuwer-Amstel hier op. Het had het nodig voor woningbouw voor de groeiende bevolking, maar ook voor nieuwe plaatsen voor industrie die uit de binnenstad moest verdwijnen. 
Aan de rand wat toen de stadsbebouwing van Amsterdam was geworden (zuidgrens Rustenburgerstraat) werd in 1907/1908 gebouwd aan wat de diamantslijperij van de Koninklijke Asscher Diamant Maatschappij zou worden. De lange strook bebouwing langs de Tolstraat, die refereert aan de Tolpoort, die de voormalige scheidslijn tussen de twee gemeenten aangaf. Los van het fabrieksgebouw, maar op het terrein werd een portiersloge neergezet in dezelfde art-nouveaustijl van architect Gerrit van Arkel. Het gebouw wordt net als het hoofdgebouw gekenmerkt door toepassing van allerlei variaties in (kleuren) baksteen en natuursteen. Metselverbanden en toepassing van banden en dorpels geven het gebouw een lichte uitstraling. Tegenover het grote hoofdgebouw heeft deze voormalige asymmetrische portiersloge slechts één bouwlaag met in de noordwestpunt een torentje met klokwerk.
Het gebouwtje werd op 23 december 2004 tot rijksmonument verklaard onder nummer 527801; het maakt ook deel uit van monumentencomplex 527799 van de diamantslijperij zelf. Het gebouwtje staat achter de Terreinafscheiding Tolstraat, dat op zich ook weer een rijksmonument binnen het complex is.  
De portiersloge werd tot monument verklaard vanwege de architectuur- en cultuurhistorische waarden als ook het afwijkend gebruik. Bovendien is het een goed bewaard gebouw in de art-nouveaustijl, nauw verwant aan het hoofdgebouw.